# Déborah François
Déborah François (Lieja, 24 de mayo de 1987) es una actriz belga. Protagonizó L'Enfant, película ganadora de la Palma de Oro en el Festival de Cannes de 2005 y por la que recibió el premio Joseph Plateau a la mejor actriz belga. Su papel en El niño le sirvió de trampolín hacia una exitosa carrera en el cine francés.

## Filmografía

### Cine
- 2005: L'Enfant: Sonia.
- 2006: La Tourneuse de pages: Mélanie Prouvost.
- 2007: Les Fourmis rouges: Alex.
- 2007: L'Été indien: Suzanne.
- 2008: Les Femmes de l'ombre: Gaëlle.
- 2008: Le Premier Jour du reste de ta vie: Fleur.
- 2009: Unmade Beds: Vera.
- 2009: Fais-moi plaisir: Aneth.
- 2009: My Queen Karo: Dalia.
- 2010: Memories Corner: Ada.
- 2011: Le Moine: Valerio.
- 2012: Populaire: Rose Pamphyle.
- 2019: L'Autre Continent: Maria.
- 2020:  El practicante: Vane
- 2025: Fanon: Josie Fanon
- 2025: Les Tourmentés: Manon

### Televisión
- 2007: Dombais et fils: Florence Dombais.
- 2008: Ah, c'était ça la vie! (Serie de TV): Julie.
- 2010: Mes chères études: Laura.
- 2013: C'est pas de l'amour: Laëtitia
- 2015: J'ai épousé un inconnu: Emma
- 2017: Manon 20 ans: Jennifer Bressan
- 2021: L'École de la vie: Clémence
- 2021: Les Héritières: Mademoiselle Lebel
- 2021: Sauver Lisa: Julie Bertho
- 2021: Le Bruit des trousseaux: Léa
- 2022: Les Particules élémentaires: Annabelle Wilkenning
- 2022: L'Île prisonnière: Chris
- 2022: Capitaine Marleau: Julia Alberti
- 2025: Face à face: Sandra

## Premios
- 2007: Premio Suzanne-Bianchetti.
- 2009: César a la mejor revelación femenina por Le Premier Jour du reste de ta vie.
- 2009: Premio Romy-Schneider.

- Datos: Q239498
- Multimedia: Déborah François / Q239498